# Kolomannsberg
Kolomannsberg är ett berg i Österrike.   Det ligger i distriktet Salzburg-Umgebung och förbundslandet Salzburg, i den centrala delen av landet, 230 km väster om huvudstaden Wien. Toppen på Kolomannsberg är 1 114 meter över havet, eller 484 meter över den omgivande terrängen. Bredden vid basen är 8,9 km.
Terrängen runt Kolomannsberg är huvudsakligen lite kuperad. Runt Kolomannsberg är det ganska tätbefolkat, med 120 invånare per kvadratkilometer.. Närmaste större samhälle är Salzburg, 19,3 km väster om Kolomannsberg. 
Omgivningarna runt Kolomannsberg är en mosaik av jordbruksmark och naturlig växtlighet.